# NGC 6367
NGC 6367 ist eine 14,3 mag helle Spiralgalaxie vom Hubble-Typ Sa im Sternbild Herkules am Nordsternhimmel. Sie ist schätzungsweise 362 Millionen Lichtjahre von der Milchstraße entfernt und hat einen Durchmesser von etwa 85.000 Lichtjahren.
Das Objekt wurde am 5. Juli 1880 von Édouard Stephan entdeckt.